# Cyclolobium louveira
Cyclolobium louveira är en ärtväxtart som beskrevs av Chanc.. Cyclolobium louveira ingår i släktet Cyclolobium, och familjen ärtväxter. Inga underarter finns listade i Catalogue of Life.